# Лякросс на летних Олимпийских играх 1908
Соревнования по лякроссу на IV летних Олимпийских играх прошли 24 октября. Участвовали только две команды, которые провели единственный матч. Это последний раз, когда лякросс официально входил в программу Олимпийских игр.

## Медали

### Общий медальный зачёт
(Принимающая сторона выделена)
| Общее количество медалей |                |        |         |        |       |
| Место                    | Страна         | Золото | Серебро | Бронза | Всего |
| 1                        | Канада         | 1      | 0       | 0      | 1     |
| 2                        | Великобритания | 0      | 1       | 0      | 1     |

### Медалисты
| Дисциплина | Золото | Серебро        | Бронза |
| Мужчины    | Канада | Великобритания | —      |

## Соревнование
| 24 октября | Канада | 14 | - | 10 | Великобритания |  |
|            |        | (5 | - | 1) |                |  |
|            |        | (6 | - | 2) |                |  |
|            |        | (9 | - | 7) |                |  |

## Составы команд
- Великобритания
  - Густав Александер
  - Дж. Александер
  - Джордж Баклэнд
  - Л. Блоки
  - В. Гибли
  - Э. Даттон
  - Эдвард Джонс
  - Уилфрид Джонсон
  - Ф. Джонсон
  - Р. Мартин
  - Г. Мейсон
  - Г. Дж. Мейсон
  - Дж. Маркер-Смит
  - Х. Рэмси
  - Чарльз Скотт
  - Норман Уитли
  - С. Хэйес
  - Х. Шоррокс
- Канада
  - Патрик Бреннен
  - Джек Бродерик
  - Томас Горман
  - Ричард Дакетт
  - Фрэнк Диксон
  - Ангус Диллон
  - Кларенс Мак-Керроу
  - Дэвид Мак-Леод
  - Альберт Хара
  - Джордж Кэмпбелл
  - Джордж Ренни
  - Александр Тёрнбалл
  - Дж. Файон
  - Генри Хубин
  - Эрнест Хэмилтон